# Nobuta wo Produce
Nobuta wo Produce (野ブタ。をプロデュース Nobuta. O Purodyūsu?) es un drama japonés (dorama), producido y transmitido en 2005 por la NTV. El programa se basa en el libro del mismo nombre de Gen Shiraiwa. La historia sigue la vida en la escuela secundaria de Shuji y Akira, en un intento de hacer a la tímida Nobuko una chica más popular.

## Descripción

### Introducción a Nobuta
Shuji Kiritani (Kamenashi Kazuya) es un muchacho muy popular en la escuela cuya novia es Uehara Mariko (Erika Toda), la chica más popular de la escuela. Akira Kusano (Tomohisa Yamashita), su compañero de clase, no tiene muchos amigos - debido a que siempre está en la luna. Un día, una chica muy tímida, Nobuko Kotani (Maki Horikita) es transferida a la escuela, y rápidamente comienza a ser acosada por un grupo de chicas. Ante esto, Shuji y Akira deciden "producirla", hacerla popular. Su sobrenombre es "Nobuta".

### Producción de Nobuta
Los distintos episodios se basan básicamente en producir a Nobuko y hacerla más popular ante todo el mundo. En todo eso, hay una misteriosa persona que quiere desbaratar todos los intentos de la producción de Kiritani y Kusano. Afortunadamente, el trío siempre tiene un poco de suerte y supera esos obstáculos.

### Reparto
- Kazuya Kamenashi - Shūji Kiritani (桐谷 修二 Kiritani Shūji?)
- Tomohisa Yamashita - Akira Kusano (草野 彰 Kusano Akira?)
- Maki Horikita - Nobuko Kotani (小谷 信子 Kotani Nobuko?) (aka Nobuta)
- Erika Toda - Mariko Uehara (上原 まり子 Uehara Mariko?)
- Takashi Ukaji - Satoru Kiritani (桐谷 悟 Kiritani Satoru?)
- Yuto Nakajima - Koji Kiritani (桐谷 浩二 Kiritani Kōji?)
- Yoshinori Okada - Takeshi Yokoyama (横山 武士 Yokoyama Takeshi?)
- Tomoya Ishii - Yoshida (吉田 浩 Yoshida?)
- Katsumi Takahashi - Ippei Hirayama (平山 一平 Hirayama Ippei?)
- Mari Natsuki - Yoko Sada (Katherine) (佐田 杳子(キャサリン) Sada Yōko (Kyasarin)?)
- Fumiko Mizuta - Kozue Bando (坂東 梢 Bandō Kozue?)
- Shunsuke Daito - Taniguchi
- Honami Tajima - Misa Inoue (井上 美咲 Inoue Misa?)
- Akiko - Nami (佐伯 奈美 Nami?)
- Tomu Suetaka - Kondo (近藤 利晃(ボケ担当) Kondō?)

### Personal
- Hitoshi Iwamoto & Norika Sakuma - directores
- Hidehiro Kawano - productor
- Izumi Kizara - escritor

## Episodios
|        | Título                         | Rōmaji                                 | Fecha de transmisión    | Ratings |
| ------ | ------------------------------ | -------------------------------------- | ----------------------- | ------- |
| Ep. 1  | いじめられっこ転校生を人気者に | Ijimerarekko Tenkousei wo Ninkimono ni | 15 de octubre de 2005   | 16.1%   |
| Ep. 2  | (秘)キレイ大作戦               | Kirei Daisakusen                       | 22 de octubre de 2005   | 14.9%   |
| Ep. 3  | 恐怖の文化祭                   | Kyoufu no Bunkasai                     | 29 de octubre de 2005   | 17.0%   |
| Ep. 4  | 恋の告白作戦                   | Koi no Kokuhaku Sakusen                | 5 de noviembre de 2005  | 16.4%   |
| Ep. 5  | 悪夢のデート                   | Akumu no DEETO                         | 12 de noviembre de 2005 | 17.1%   |
| Ep. 6  | 親と子の青春                   | Oya to Ko no Seishun                   | 19 de noviembre de 2005 | 17.7%   |
| Ep. 7  | 女を泣かす男                   | Onna wo Nakasu Otoko                   | 26 de noviembre de 2005 | 16.7%   |
| Ep. 8  | いじめの正体                   | Ijime no Shoutai                       | 3 de diciembre de 2005  | 18.0%   |
| Ep. 9  | 別れても友達                   | Wakarete mo Tomodachi                  | 10 de diciembre de 2005 | 16.8%   |
| Ep. 10 | 青春アミーゴ                   | Seishun AMIIGO                         | 17 de diciembre de 2005 | 18.2%   |

## Música
El tema de este dorama fue "Seishun Amigo" por Shuji to Akira,unidad temporal de la Johnnys&Associates integrada por Kamenashi Kazuya de KAT-TUN y Yamashita Tomohisa de News. La canción encabezó las listas de Oricon en 2005, vendiendo más de 1 millón de copias y colocándose como el sencillo más exitoso del año.